# CAC Woomera
CAC Woomera, hay còn gọi là CAC CA-4 và CAC CA-11, là một loại máy bay ném bom của Úc, do hãng Commonwealth Aircraft Corporation thiết kế chế tạo trong Chiến tranh thế giới II.

## Quốc gia sử dụng
Úc
- Không quân Hoàng gia Úc

## Tính năng kỹ chiến thuật
Dữ liệu lấy từ 
Đặc điểm tổng quát
- Kíp lái: 3
- Chiều dài: 39 ft 7 in (12,07 m)
- Sải cánh: 59 ft 2½ in (18,05 m)
- Chiều cao: 18 ft 2 in (5,53 m)
- Diện tích cánh: 440 ft² (40,9 m²)
- Trọng lượng rỗng: 12.756 lb (5.798 kg)
- Trọng lượng cất cánh tối đa: 22.885 lb (10.402 kg)
- Động cơ: 2 × Pratt & Whitney R-1830-S3C3-G Twin Wasp, 1.200 hp (895 kW)  mỗi chiếc

 Hiệu suất bay 
- Vận tốc cực đại: 282 mph (454 km/h, 247 knot)
- Tầm bay: 2.225 mi (3.580 km, 1.950 nm)
- Trần bay: 23.500 ft (7.165 m)
- Vận tốc lên cao: 2.090 ft/phút (10,6 m/s)

Trang bị vũ khí

- Súng: 

  - 6 × súng máy Browning.303 in
  - 2 × pháo Hispano MkII 20 mm
  - 1 x súng máy Vickers K.303
- Bom: 

  - 4× quả bom 250 lb (113 kg)
  - và 4× quả bom 500 lb (224 kg)

  - hoặc 2× ngư lôi Mk XII, Mk XV hoặc ngư lôi Mk 13
  - hoặc 1× ngư lôi và 1× thùng nhiên liệu phụ vứt được 293 imp gal (352 USG)